# 洛雷达娜·特里吉利亚
洛雷达娜·特里吉利亚（義大利語：Loredana Trigilia，1976年1月25日—），意大利女子击剑运动员。她曾代表意大利参加2000年、2004年、2008年、2012年、2016年和2020年夏季残疾人奥林匹克运动会击剑比赛，获得一枚银牌和一枚铜牌。